# Centraal-Banaat
Centraal-Banaat (Servisch: Средње-Банатски округ of Srednje-Banatski okrug; Hongaars: Közép-bánsági körzet; Roemeens: Districtul Banatul de Central; Slowaaks : Sredobanátsky okres) is een district in de Servische regio Vojvodina. De hoofdstad is Zrenjanin.
Centraal-Banaat bestaat uit de volgende gemeenten:
- Novi Bečej
- Nova Crnja
- Žitište
- Sečanj
- Zrenjanin

De bevolking bestaat uit de volgende etnische groepen:
- Serven: 72,33 %
- Hongaren: 13,35 %
- Roma: 2,72 %
- Roemenen: 2,47 %
- Joegoslaven: 1,8 %
- Slowaken: 1,19 %